# حسن‌بی (گوینوجک)
حسن‌بی (به ترکی استانبولی: Hasanbey) یک منطقهٔ مسکونی در ترکیه است که در گوینوجک واقع شده‌است.